# Porta de Menin
Vista do monumento
A Porta Menin Memorial aos desaparecidos é um memorial de guerra em Ypres, Bélgica, dedicado aos soldados britânicos e da Commonwealth que foram mortos no Saliente de Ypres na Primeira Guerra Mundial e cujos túmulos são desconhecidos. O memorial está localizado na saída leste da cidade e marca o ponto de partida para uma das principais estradas fora da cidade que levava os soldados aliados à linha de frente. Projetado por Sir Reginald Blomfield e construído pela Imperial War Graves Commission (desde então renomeado como Commonwealth War Graves Commission ), o Menin Gate Memorial foi inaugurado em 24 de julho de 1927.

## Antecedentes

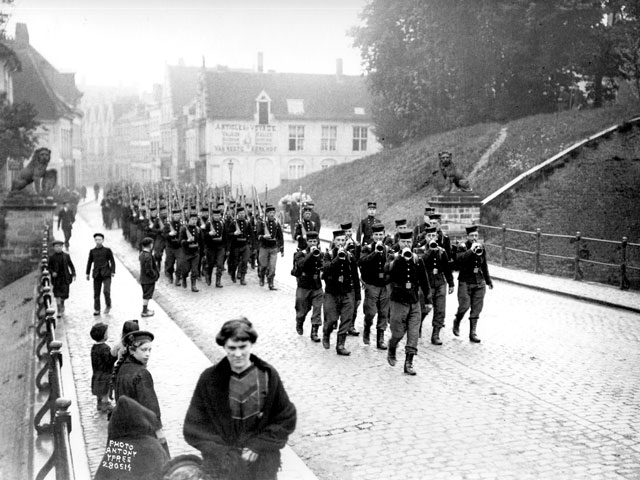
Menenpoort no início da Primeira Guerra Mundial

Na época medieval, o portão estreito original na parede oriental de Ypres era chamado de Hangoartpoort, "poort" sendo a palavra holandesa para portão. Durante os séculos 17 e 18, durante a ocupação dos Habsburgos e dos franceses, a cidade foi cada vez mais fortificada. As principais obras foram concluídas no final do século 17 pelo engenheiro militar francês Sebastien Le Prestre, Seigneur de Vauban. Com a eclosão da Primeira Guerra Mundial em agosto de 1914, a saída leste simplesmente cortou os restos das muralhas e cruzou um fosso. O portal era nessa época conhecido como Menenpoort, ou Portão de Menin em inglês, porque a estrada que passava pelo portal levava à pequena cidade de Menen.
Ypres ocupou uma posição estratégica durante a Primeira Guerra Mundial porque ficou no caminho da varredura planejada da Alemanha pelo resto da Bélgica, como havia sido estabelecido no Plano Schlieffen. Em outubro de 1914, o sofrido Exército belga rompeu os diques do rio Yser, ao norte da cidade, para manter a ponta ocidental da Bélgica fora do alcance dos alemães. Ypres, sendo o centro de uma rede rodoviária, ancorou uma extremidade dessa característica defensiva e também foi essencial para os alemães se eles quisessem tomar os Portos do Canal através dos quais o apoio britânico estava inundando a França. Para os Aliados, Ypres também foi importante porque acabou se tornando a última grande cidade belga que não estava sob controle alemão.
A importância da cidade se reflete nas cinco principais batalhas que ocorreram ao seu redor durante a guerra. Durante a Primeira Batalha de Ypres, os Aliados interromperam o avanço do Exército Alemão para o leste da cidade. O exército alemão acabou cercando a cidade em três lados, bombardeando-a durante grande parte da guerra. A Segunda Batalha de Ypres marcou uma segunda tentativa alemã de tomar a cidade em abril de 1915. A terceira batalha é mais comumente conhecida como Passchendaele, mas esta batalha de 1917 foi um combate complexo de cinco meses. A quarta e a quinta batalhas ocorreram em 1918.
Os soldados britânicos e da Commonwealth frequentemente passavam pelo Menenpoort em seu caminho para as linhas de frente com cerca de 300.000 deles sendo mortos no Saliente de Ypres. 90.000 desses soldados não têm túmulos conhecidos.
De setembro a novembro de 1915, a 177ª Companhia Britânica de Tunelamento construiu escavações em túneis nas muralhas da cidade perto do Portão de Menin. Estas foram as primeiras escavações com túneis britânicos no Saliente de Ypres.
Os leões de calcário esculpidos que adornam o portão original foram danificados por bombardeios e foram doados ao Memorial de Guerra Australiano pelo prefeito de Ypres em 1936. Eles foram restaurados em 1987 e atualmente residem na entrada desse Memorial, de modo que todos os visitantes do Memorial passam entre eles. Réplicas dos leões do portão Menin original agora estão na entrada do portão original em Ypres, um presente do governo australiano em reconhecimento ao 100º aniversário dos australianos servindo em Flandres durante a Primeira Guerra Mundial.

## Memorial

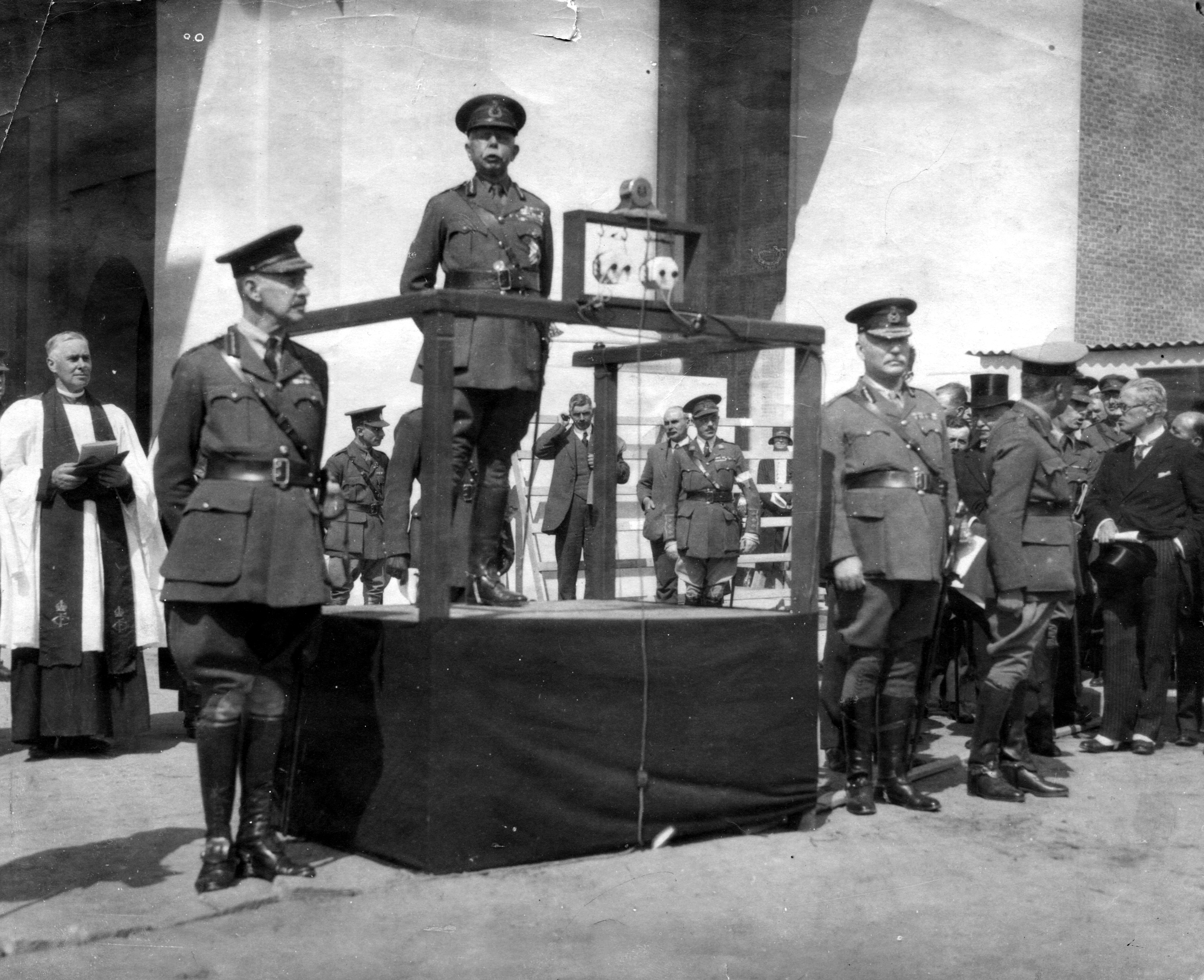
Inauguração do memorial em 1924 pelo Marechal de Campo Herbert Plumer

O arco triunfal de Reginald Blomfield, projetado em 1921, é a entrada para a passagem em abóbada de berço para o tráfego do mausoléu que homenageia os desaparecidos, que não têm túmulos conhecidos. O leão paciente no topo é o leão da Grã-Bretanha, mas também o leão de Flandres. Foi escolhido para ser um memorial, pois era o portão mais próximo da cidade para a luta, e as tropas aliadas teriam passado por ele a caminho da luta. Na verdade, a maioria das tropas passou pelos outros portões de Ypres, pois o Portão Menin era muito perigoso devido ao fogo de artilharia.
Seu grande Salão da Memória contém nomes em painéis de pedra de 54.395 soldados da Commonwealth que morreram no Saliente, mas cujos corpos nunca foram identificados ou encontrados. Após a conclusão do memorial, descobriu-se que era pequeno demais para conter todos os nomes, conforme planejado originalmente. Um ponto de corte arbitrário de 15 de agosto de 1917 foi escolhido e os nomes de 34.984 do Reino Unido desaparecidos após essa data foram inscritos no Memorial Tyne Cot aos desaparecidos. O Menin Gate Memorial não lista os nomes dos soldados desaparecidos da Nova Zelândia e da Terra Nova, que são homenageados em memoriais separados.

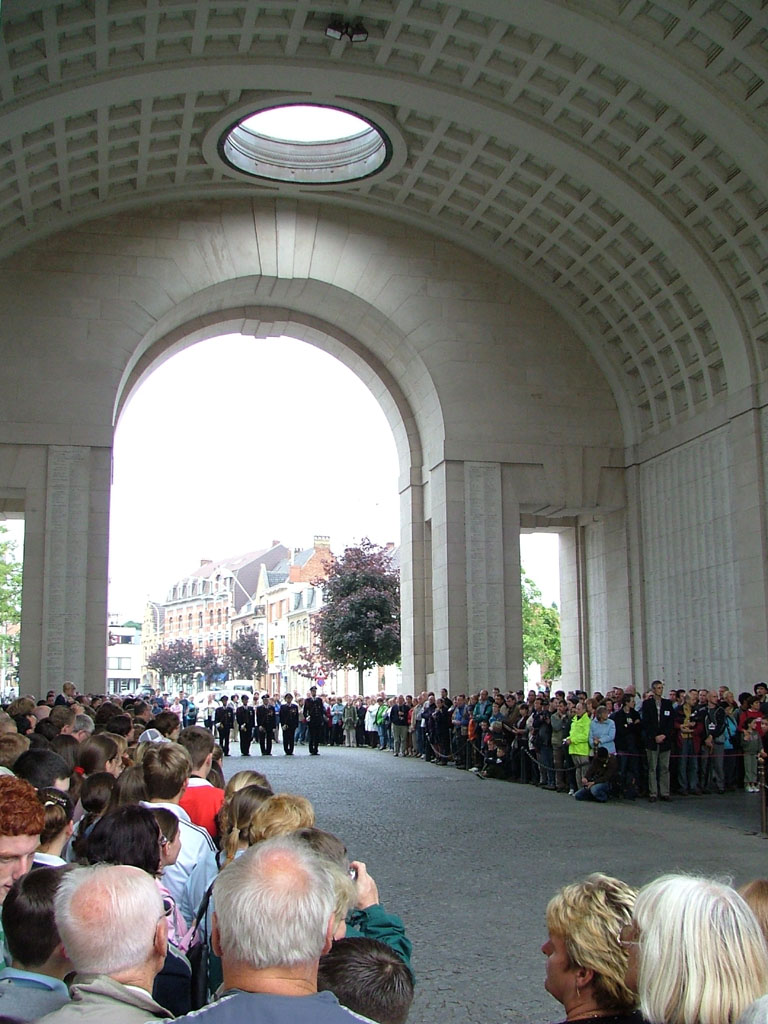
Interior, Menin Gate

A inscrição dentro da arcada é semelhante à de Tyne Cot, com a adição de uma frase latina introdutória: " Ad Majorem Dei Gloriam, um texto tradicional secular que significa 'Para a maior glória de Deus'. - Aqui estão registrados os nomes dos oficiais e homens que morreram em Ypres Salient, mas aos quais a fortuna da guerra negou o conhecido e honrado enterro dado aos seus camaradas na morte ". Esta inscrição, proposta por Rudyard Kipling, é acompanhada pela inscrição principal em ambas as fachadas voltadas para leste e oeste do arco, que ele compôs pessoalmente. No lado oposto do arco a essa inscrição está a dedicação mais curta: "Eles receberão uma coroa de glória que não se desvanece". Existem também inscrições em latim definidas em painéis circulares de cada lado do arco, em ambos os lados do leste e oeste: "Pro Patria" e "Pro Rege" ('Para o país' e 'Para o rei'). Uma inscrição francesa menciona os cidadãos de Ypres: " Erigé par les nações de l'Empire Britannique en l'honneur de leurs morts ce monument est offert aux citoyens d'Ypres pour l'ornement de leur cité et en commoration des jours où l ' Armée Britannique l'a défendue contre l'envahisseur ", que traduzido para o inglês significa:" Erguido pelas nações do Império Britânico em homenagem aos seus mortos, este monumento é oferecido aos cidadãos de Ypres para o ornamento de sua cidade e em comemoração dos dias em que o exército britânico o defendeu contra o invasor. "
A Reação ao Portão de Menin, o primeiro dos Memoriais da Comissão Imperial (agora Comunidade) de Túmulos de Guerra aos desaparecidos, variou de sua condenação pelo poeta de guerra Siegfried Sassoon, até elogios do escritor austríaco Stefan Zweig. Sassoon descreveu o Portão Menin em seu poema 'Ao Passar pelo Novo Portão Menin', dizendo que os mortos do Saliente de Ypres iriam "ridicularizar este sepulcro do crime". Zweig, em contraste, elogiou a simplicidade do memorial e a falta de triunfalismo aberto, e disse que era "mais impressionante do que qualquer arco triunfal ou monumento à vitória que eu já vi". O próprio Blomfield disse que este seu trabalho era um dos três pelos quais ele queria ser lembrado.
Até hoje, os restos mortais de soldados desaparecidos ainda são encontrados de vez em quando no campo ao redor da cidade de Ypres. Normalmente, essas descobertas são feitas durante o trabalho de construção ou atividades de conserto de estradas. Quaisquer restos humanos descobertos recebem um enterro adequado em um dos cemitérios de guerra da região. Se os restos mortais puderem ser identificados, o nome relevante será removido do Portão Menin.

## Comemorados notáveis

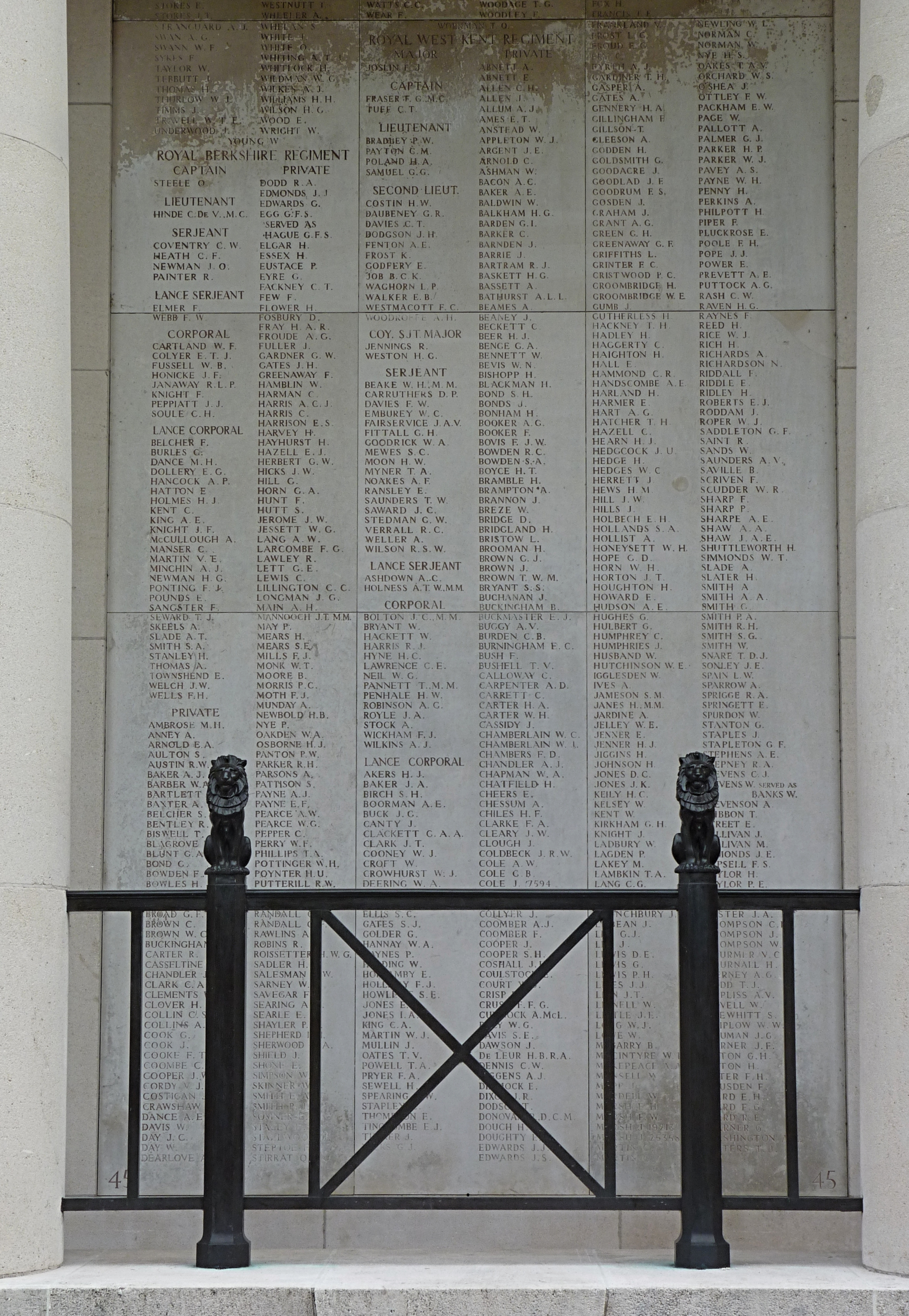
Um dos painéis de nomes dos mortos desaparecidos

Oito recipientes da Cruz Vitória são comemorados neste memorial, listados sob seus respectivos regimentos:
- Lance Cabo Frederick Fisher VC (Irlandês-Canadense)
- Brigadeiro-general Charles FitzClarence VC (mais alta classificação comemorada)
- Sargento-mor Frederick William Hall VC (canadense)
- Segundo Tenente Denis George Wyldbore Hewitt VC
- Tenente Hugh McKenzie VC (canadense)
- Capitão John Vallentin VC
- Soldado Edward Warner VC
- Segundo Tenente Sidney Woodroffe VC

Outros listados incluem:
- Tenente George Archer-Shee, original para o personagem-título da peça de Terence Rattigan, The Winslow Boy
- Tenente Aidan Chavasse, irmão do Capitão Noel Chavasse VC e Bar.[10]
- Segundo-tenente Harold Bache, jogador de críquete inglês de primeira classe[11]
- Sargento Harry Band, suposta vítima da suposta atrocidade do "Crucificado Canadense"
- Capitão Percy Banks, jogador de críquete inglês de primeira classe
- Capitão Frank Bingham, jogador de críquete inglês de primeira classe
- Segundo Tenente William (Billy) Geen, internacional de rugby do
- Soldado James Hastie, jogador de futebol escocês
- Tenente Walter Lyon, poeta
- Capitão Basil Maclear, internacional de rugby da Irlanda
- Tenente-coronel Edgar Mobbs, internacional de rugby da Inglaterra
- Capitão Exmo. Arthur O'Neill, primeiro membro do Parlamento britânico (MP) morto na Primeira Guerra Mundial
- Segundo Tenente Clyde Bowman Pearce,[12] primeiro australiano a vencer o Australian Golf Open (1908)
- Lance-Sergeant Leonard Sutton, jogador de críquete inglês de primeira classe (servindo com canadenses)
- Soldado Arthur Wilson, internacional de rúgbi inglês.[13]

## Cerimônia da "última postagem"

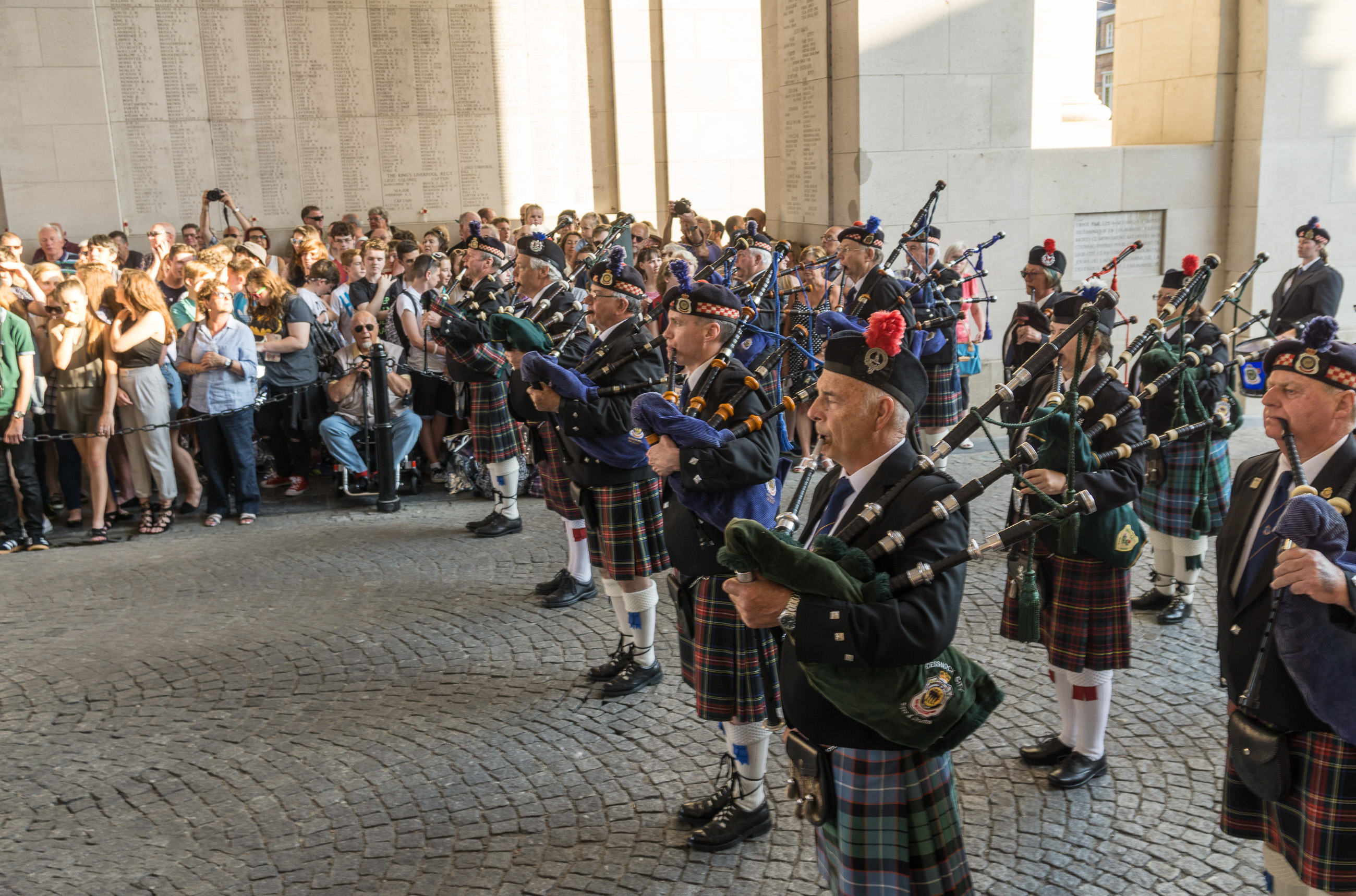
Em julho de 2016, o Centenário Combinado RSL de Pipes & Drums ANZAC (Austrália) tocou durante a cerimônia Last Post.

Após a abertura do Menin Gate Memorial em 1927, os cidadãos de Ypres queriam expressar sua gratidão para com aqueles que deram suas vidas pela liberdade da Bélgica. Portanto, todas as noites às 20:00, corneteiros da Associação do Último Post fecham a estrada que passa sob o memorial e tocam o " Último Post ". Exceto pela ocupação pelos alemães na Segunda Guerra Mundial, quando a cerimônia diária foi conduzida no Cemitério Militar de Brookwood, em Surrey, Inglaterra, esta cerimônia foi realizada ininterruptamente desde 2 de julho de 1928. Na noite em que as forças polonesas libertaram Ypres na Segunda Guerra Mundial, em 6 de setembro de 1944, a cerimônia foi retomada no Portão de Menin, apesar do fato de que combates pesados ainda estavam ocorrendo em outras partes da cidade.
Durante uma versão estendida da cerimônia, indivíduos ou grupos podem colocar uma coroa de flores para comemorar os caídos. Bandas e corais de todo o mundo também podem se inscrever para participar das cerimônias. Esta versão estendida da cerimônia também começa às 20:00, mas dura mais do que a cerimônia normal, quando apenas a Última Mensagem é reproduzida. The Last Post Association é uma organização independente, voluntária e sem fins lucrativos. Foi a Associação que fundou a Cerimônia do Último Pós em 1928, e é a Associação que ainda é responsável pela organização do dia-a-dia deste ato único de homenagem. Também administra o Last Post Fund, que provê os recursos financeiros necessários para sustentar a cerimônia. É uma tradição que os corneteiros da Associação usem o uniforme do Corpo de Bombeiros voluntário local, do qual todos são obrigados a se tornarem membros.
The Last Post era um toque de clarim tocado no exército britânico (e nos exércitos de muitas outras terras) para marcar o fim dos trabalhos do dia e o início do descanso noturno. No contexto da cerimônia do Último Post (e no contexto mais amplo de lembrança), ela passou a representar uma despedida final para os caídos no final de seus trabalhos terrenos e no início de seu descanso eterno.
Da mesma forma, o Reveille era um toque de clarim tocado no início do dia, para despertar as tropas do sono e chamá-las para seus deveres. No contexto da cerimônia do Último Post (e no contexto mais amplo de lembrança), o Reveille simboliza não apenas um retorno à vida diária no final do ato de homenagem, mas também a ressurreição final dos caídos no Dia do Juízo. As programações estão disponíveis no site Last Post.

## Em arte
Menin Gate at Midnight (também conhecido como Ghosts of Menin Gate ) é uma pintura de 1927 do artista australiano Will Longstaff. A pintura retrata uma série de soldados fantasmas marchando por um campo em frente ao memorial de guerra do Portão de Menin. A pintura faz parte da coleção do Australian War Memorial em Canberra.

Nas muralhas da cidade perto do Portão de Menin estão outros memoriais aos soldados aliados que lutaram e morreram em Ypres, sendo os mais notáveis os dos soldados gurkhas e indianos.

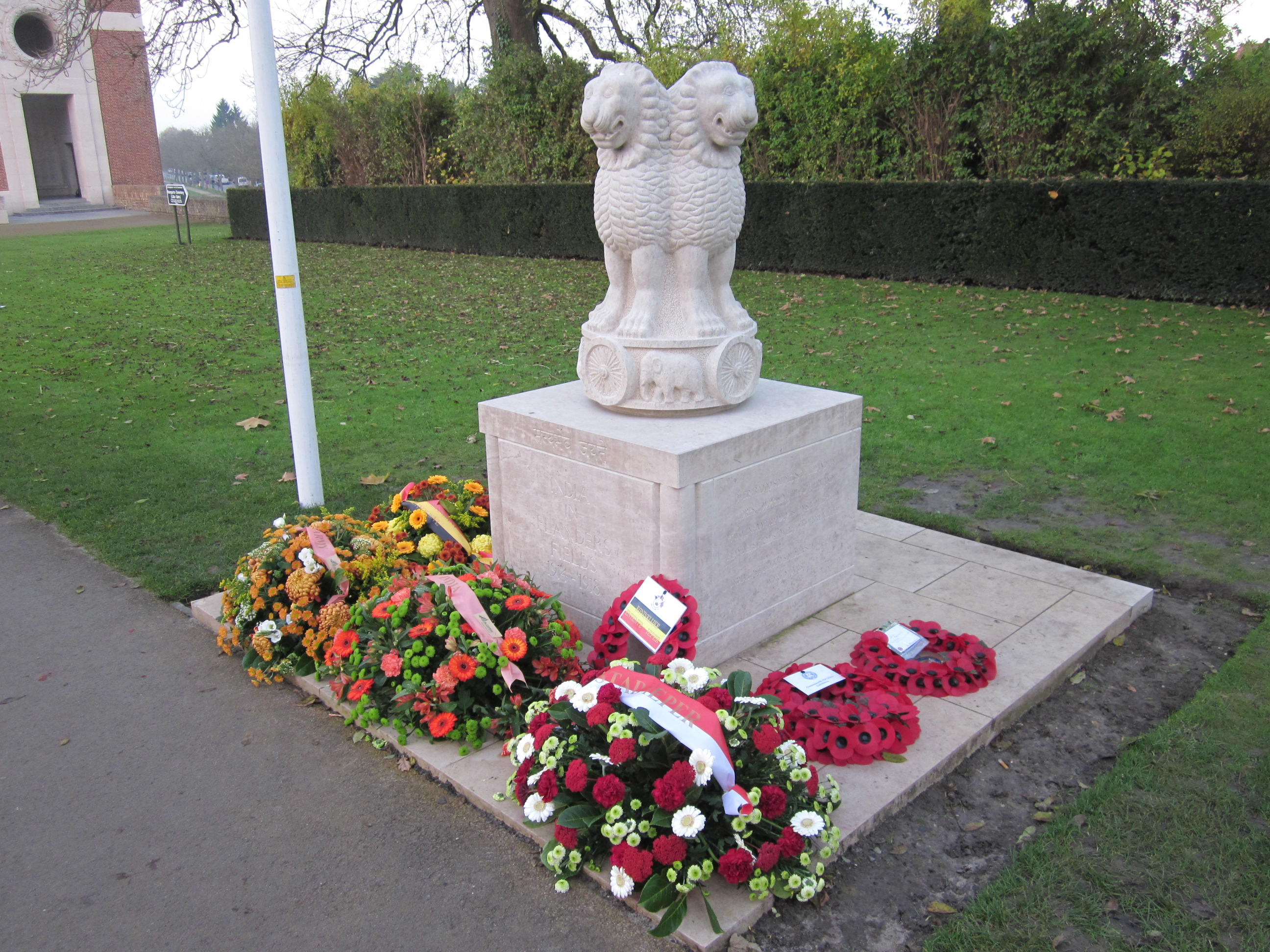
Monumento aos soldados indianos
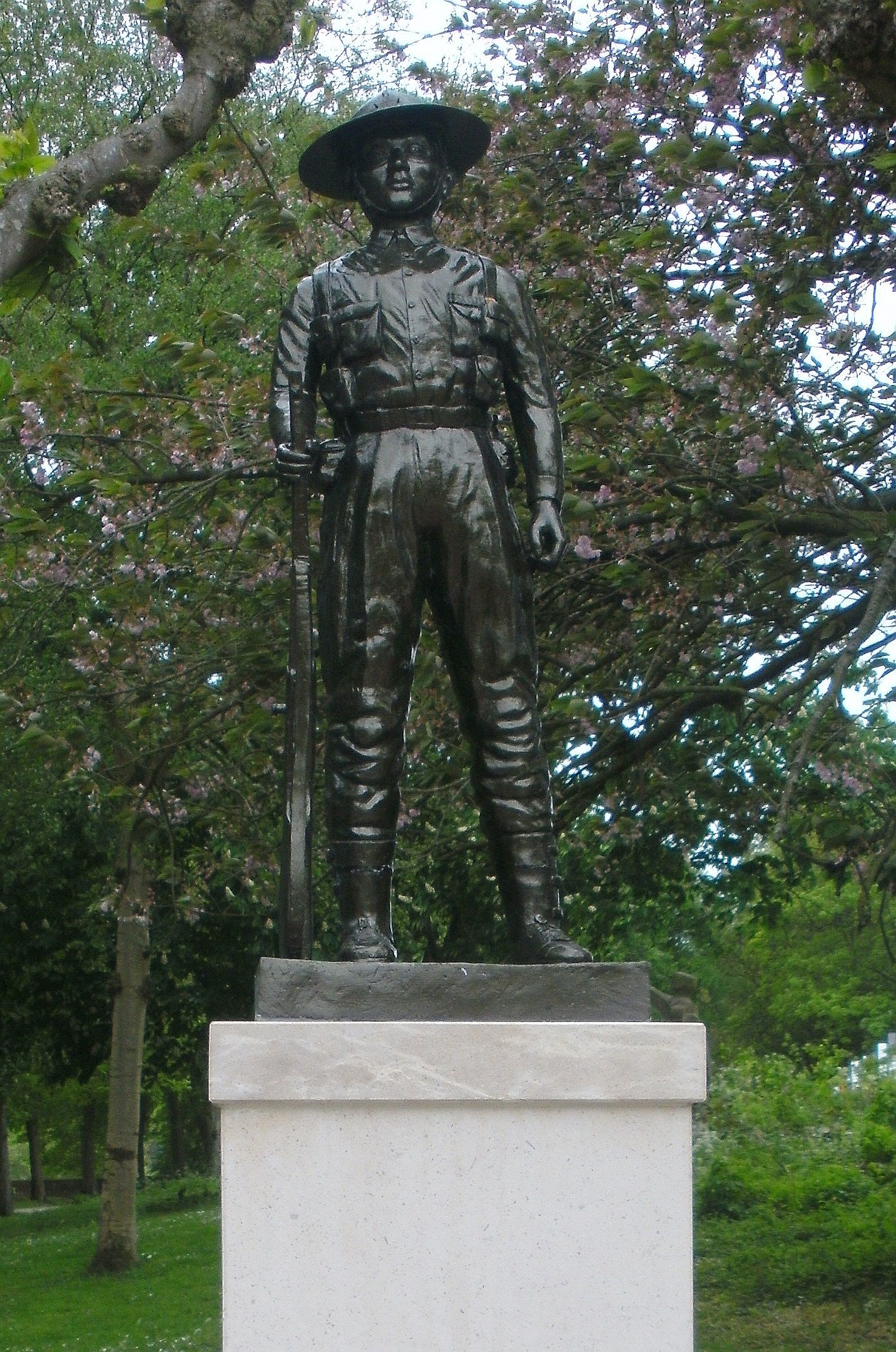
Memorial Gurkha
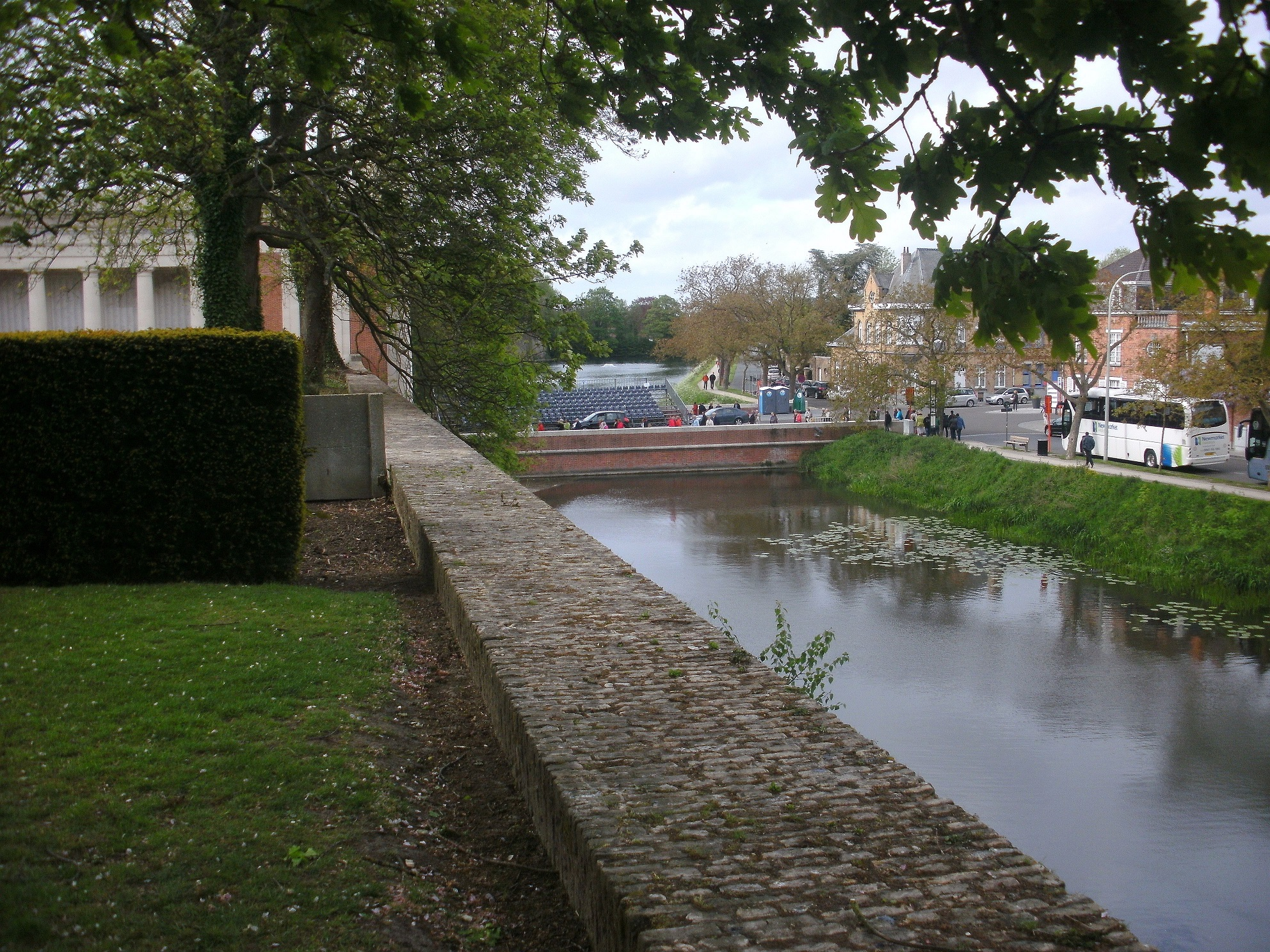
Muralhas da cidade perto de Menin Gate
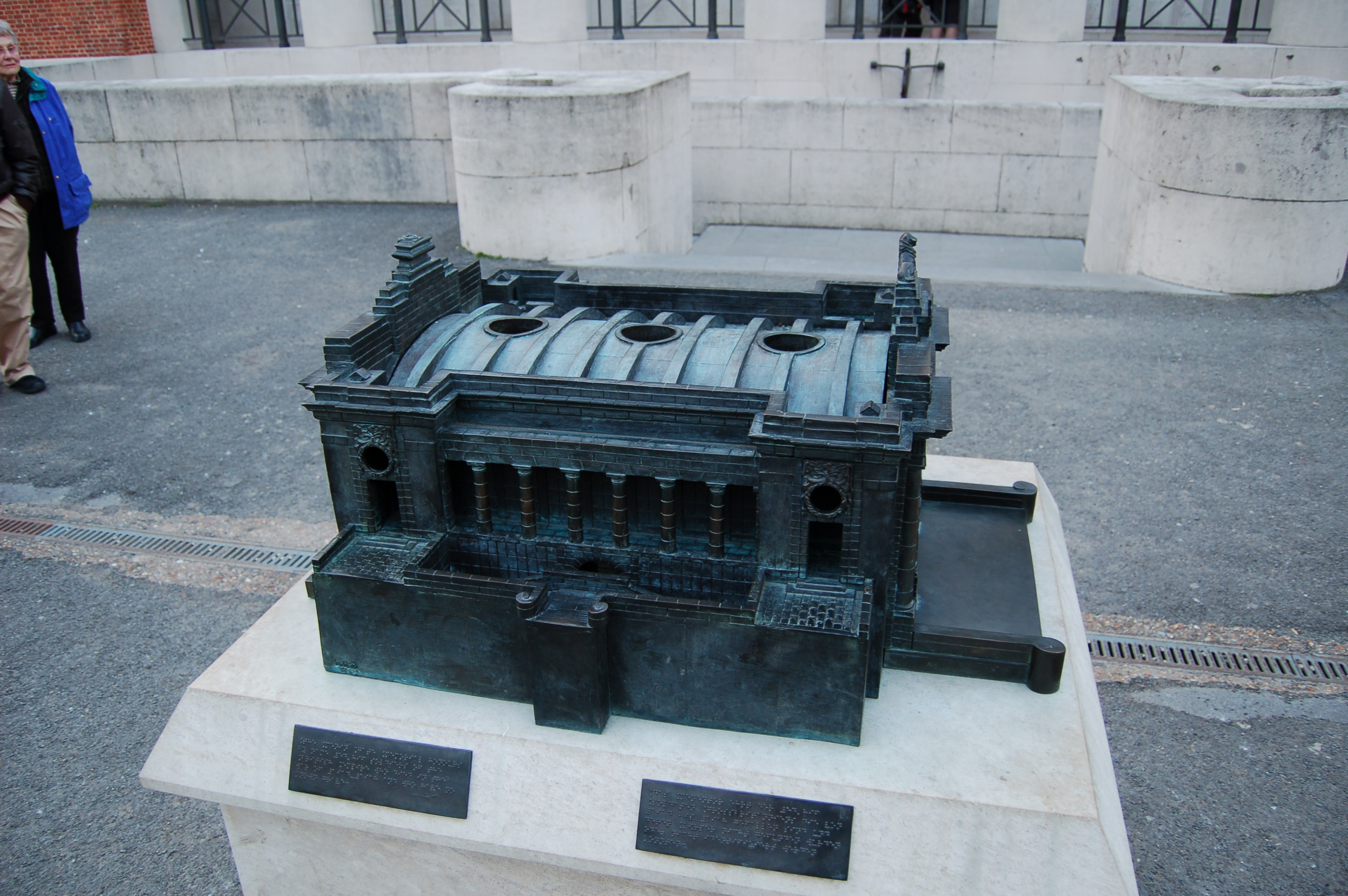
Modelo tátil do Menin Gate